# 玛丽昂·拉博德
玛丽昂·拉博德（法語：Marion Laborde，1986年12月9日—），生于达克斯，法国女子篮球运动员。她曾代表法国国家队参加2012年夏季奥林匹克运动会篮球比赛，获得一枚银牌。